# Чемпіонат світу з лижних видів спорту 2013
Чемпіонат світу з лижних видів спорту 2013 проходив з 20 лютого по 3 березня 2013 у Валь-ді-Ф'ємме, Італія.

## Переможці та призери

### Лижні перегони, чоловіки
| Дисципліна           | Золото                                                            | Час       | Срібло                                                                   | Час       | Бронза                                                              | Час       |
| -------------------- | ----------------------------------------------------------------- | --------- | ------------------------------------------------------------------------ | --------- | ------------------------------------------------------------------- | --------- |
| 15 км вільним стилем | Петтер Нортуг Норвегія                                            | 34:37.1   | Юхан Ульссон Швеція                                                      | 34:48.9   | Торд Асле Ґ'єрдален Норвегія                                        | 34:59.4   |
| Дуатлон 30 км        | Даріо Колонья Швейцарія                                           | 1:13:09.3 | Мартін Йонсруд Сунбі Норвегія                                            | 1:13:11.1 | Шур Рете Норвегія                                                   | 1:13:11.3 |
| 50 км вільним стилем | Юхан Ульссон Швеція                                               | 2:10:41.4 | Даріо Колонья Швейцарія                                                  | 2:10:54.3 | Олексій Полторанін Казахстан                                        | 2:10:58.2 |
| Естафета 4 x 10 км   | Норвегія Торд Асле Ґ'єрдален Елдар Реннінг Шур Рете Петтер Нортуг | 1:41:37.2 | Швеція Даніель Рікардссон Юхан Ульссон Маркус Гельнер Калле Гальфварссон | 1:41:38.4 | Росія Євген Бєлов Максим Вилегжанін Олександр Легков Сергій Устюгов | 1:41:39.6 |
| Спринт               | Микита Крюков Росія                                               | 3:30.4    | Петтер Нортуг Норвегія                                                   | 3:30.7    | Алекс Гарві Канада                                                  | 3:31.2    |
| Командний спринт     | Росія Олексій Пєтухов Микита Крюков                               | 21:30.9   | Швеція Маркус Гельнер Еміль Єнссон                                       | 21:31.3   | Казахстан Микола Чеботько Олексій Полторанін                        | 21:31.6   |

### Лижні перегони, жінки
| Дисципліна             | Золото                                                                 | Час       | Срібло                                                       | Час       | Бронза                                                       | Час       |
| ---------------------- | ---------------------------------------------------------------------- | --------- | ------------------------------------------------------------ | --------- | ------------------------------------------------------------ | --------- |
| 10 км вільним стилем   | Терезе Йогауґ Норвегія                                                 |           | Маріт Бйорген Норвегія                                       |           | Юлія Чекальова Росія                                         |           |
| Дуатлон 15 км          | Маріт Бйорген Норвегія                                                 | 39:04.4   | Терезе Йогауг Норвегія                                       | 39:07.8   | Гейді Венг Норвегія                                          | 39:19.3   |
| 30 км класичним стилем | Маріт Бйорген Норвегія                                                 | 1:27:19.9 | Юстина Ковальчик Польща                                      | 1:27:23.6 | Терезе Йогауґ Норвегія                                       | 1:27:28.6 |
| Естафета 4 x 5 км      | Норвегія Гейді Венг Терезе Йогауґ Крістін Стормер Стейра Маріт Бйорген | 1:00:36.5 | Швеція Іда Інгемарсдоттер Емма Вікен Анна Хоґ Шарлотта Калла | 1:01:02.7 | Росія Юлія Іванова Алія Іксанова Марія Гущина Юлія Чекальова | 1:01:22.3 |
| Спринт                 | Маріт Бйорген Норвегія                                                 | 3:16.6    | Іда Інгемарсдоттер Швеція                                    | 3:18.9    | Майкен Касперсен Фалла Норвегія                              | 3:20.3    |
| Командний спринт       | США Джессіка Діггінс Кіккан Рендолл                                    | 20:24.4   | Швеція Шарлотта Калла Іда Інгемарсдоттер                     | 20:32.2   | Фінляндія Ріїкка Сарасоя-Ліля Кріста Лахтеенмякі             | 20:35.3   |

### Лижне двоборство, чоловіки
| Дисципліна                                      | Золото                                                                | Час     | Срібло                                                         | Час     | Бронза                                                   | Час     |
| ----------------------------------------------- | --------------------------------------------------------------------- | ------- | -------------------------------------------------------------- | ------- | -------------------------------------------------------- | ------- |
| Індивідуальні, великий трампін + 10 км          | Ерік Френцель Німеччина                                               | 27:22.8 | Бернгард Грубер Австрія                                        | 27:59.5 | Джейсон Ламі-Шаппюї Франція                              | 28:00.0 |
| Індивідуальні, нормальний трампін + 10 км       | Джейсон Ламі-Шаппюї Франція                                           | 29:13.2 | Маріо Штехер Австрія                                           | 29:13.4 | Б'єрн Кірхайзен Німеччина                                | 29:13.5 |
| Командні, нормальний трампін + 4 x 5 км         | Франція Франсуа Бро Максім Лаерт Себастьян Лакруа Джейсон Ламі-Шаппюї | 57:34.0 | Норвегія Юрген Гробак Говард Клеметсен Магнус Круг Магнус Моан | 57:34.4 | США Тейлор Флетчер Браян Флетчер Тодд Лодвік Білл Демонг | 57:38.2 |
| Командний спринт, великий трамплін + 2 x 7,5 км | Франція Себастьян Лакруа Джейсон Ламі-Шаппюї                          | 35:37.9 | Австрія Вільгельм Деніфль Бернгард Грубер                      | 35:54.5 | Німеччина Тіно Едельманн Ерік Френцель                   | 36:21.8 |

### Стрибки з трампліна, чоловіки
| Дисципліна           | Золото                                                                         | Очки   | Срібло                                                               | Очки   | Бронза                                                  | Очки   |
| -------------------- | ------------------------------------------------------------------------------ | ------ | -------------------------------------------------------------------- | ------ | ------------------------------------------------------- | ------ |
| Індивідуальні HS 106 | Андерс Бардал Норвегія                                                         | 252.6  | Грегор Шліренцауер Австрія                                           | 248.4  | Петер Превц Словенія                                    | 244.3  |
| Індивідуальні HS 134 | Каміль Стох Польща                                                             | 295.8  | Петер Превц Словенія                                                 | 289.7  | Андерс Якобсен Норвегія                                 | 289.1  |
| Командні HS 134      | Австрія Вольфганг Лойтцль Мануель Феттнер Томас Морґенштерн Грегор Шліренцауер | 1135.9 | Німеччина Андреас Ванк Зеверін Фройнд Міхаель Ноймаєр Ріхард Фрайтаг | 1121.8 | Польща Мацей Кот Пйотр Жила Давид Кубацький Каміль Стох | 1121.0 |

### Стрибки з трампліна, жінки
| Дисципліна                            | Золото              | Золото | Срібло               | Срібло | Бронза                         | Бронза |
| ------------------------------------- | ------------------- | ------ | -------------------- | ------ | ------------------------------ | ------ |
| Особисті, нормальний трамплін (HS106) | Сара Гендріксон США | 253.7  | Таканасі Сара Японія | 251.0  | Жаклін Зайдфрідсбергер Австрія | 237.2  |

### Мікст
| Дисципліна                                             | Золото                                              | Золото | Срібло                                                                            | Срібло | Бронза                                                              | Бронза |
| ------------------------------------------------------ | --------------------------------------------------- | ------ | --------------------------------------------------------------------------------- | ------ | ------------------------------------------------------------------- | ------ |
| Змішані командні змагання, нормальний трамплін (HS106) | Японія Іто Юкі Іто Дайкі Таканасі Сара Такеуті Таку | 1011.0 | Австрія К'яра Гельцль Томас Морґенштерн Жаклін Зайдфрідсбергер Грегор Шліренцауер | 986.7  | Німеччина Ульріке Греслер Ріхард Фрайтаг Каріна Фогт Зеверін Фройнд | 984.9  |

### Медальний залік
| Місце | Країна    | Золото | Срібло | Бронза | Загалом |
| ----- | --------- | ------ | ------ | ------ | ------- |
| 1     | Норвегія  | 8      | 5      | 6      | 19      |
| 2     | Франція   | 3      | 0      | 1      | 4       |
| 3     | Росія     | 2      | 0      | 3      | 5       |
| 4     | США       | 2      | 0      | 1      | 3       |
| 5     | Швеція    | 1      | 6      | 0      | 7       |
| 6     | Австрія   | 1      | 5      | 1      | 7       |
| 7     | Німеччина | 1      | 1      | 3      | 5       |
| 8     | Польща    | 1      | 1      | 1      | 3       |
| 9     | Японія    | 1      | 1      | 0      | 2       |
| 9     | Швейцарія | 1      | 1      | 0      | 2       |
| 11    | Словенія  | 0      | 1      | 1      | 2       |
| 12    | Казахстан | 0      | 0      | 2      | 2       |
| 13    | Канада    | 0      | 0      | 1      | 1       |
| 13    | Фінляндія | 0      | 0      | 1      | 1       |
| Total | Total     | 21     | 21     | 21     | 63      |

## Виноски
1. ↑  Men's 15 kilometre freestyle interval start Results[недоступне посилання з травня 2019]
2. ↑  Men's 30 kilometre pursuit Results (PDF). Архів оригіналу (PDF) за 28 лютого 2013. Процитовано 28 лютого 2013. [Архівовано 2013-02-28 у Wayback Machine.]
3. ↑  Men's 4 × 10 kilometre relay Results[недоступне посилання з травня 2019]
4. ↑  Men's Sprint Results (PDF). Архів оригіналу (PDF) за 28 лютого 2013. Процитовано 28 лютого 2013. [Архівовано 2013-02-28 у Wayback Machine.]
5. ↑  Men's team sprint Results (PDF). Архів оригіналу (PDF) за 28 лютого 2013. Процитовано 28 лютого 2013. [Архівовано 2013-02-28 у Wayback Machine.]
6. ↑  Women's 30 kilometre classical mass start Results[недоступне посилання з травня 2019]
7. ↑  Women's 4 × 5 kilometre relay Results[недоступне посилання з травня 2019]
8. ↑  Women's Sprint Results (PDF). Архів оригіналу (PDF) за 28 лютого 2013. Процитовано 28 лютого 2013. [Архівовано 2013-02-28 у Wayback Machine.]
9. ↑  Women's team sprint Results (PDF). Архів оригіналу (PDF) за 28 лютого 2013. Процитовано 28 лютого 2013. [Архівовано 2013-02-28 у Wayback Machine.]
10. ↑  Individual large hill/10km Results[недоступне посилання з травня 2019]
11. ↑  Individual normal hill/10km Results (PDF). Архів оригіналу (PDF) за 28 лютого 2013. Процитовано 28 лютого 2013. [Архівовано 2013-02-28 у Wayback Machine.]
12. ↑  Team normal hill/4 × 5 km Results (PDF). Архів оригіналу (PDF) за 28 лютого 2013. Процитовано 28 лютого 2013. [Архівовано 2013-02-28 у Wayback Machine.]
13. ↑  Team sprint large hill/2 × 7,5 km Results[недоступне посилання з травня 2019]
14. ↑  Men's individual normal hill Results (PDF). Архів оригіналу (PDF) за 28 лютого 2013. Процитовано 28 лютого 2013. [Архівовано 2013-02-28 у Wayback Machine.]
15. ↑  Men's team large hill Results (PDF). Архів оригіналу (PDF) за 19 березня 2013. Процитовано 19 березня 2013. [Архівовано 2013-03-19 у Wayback Machine.]
16. ↑  Mixed team normal hill Results (PDF). Архів оригіналу (PDF) за 28 лютого 2013. Процитовано 28 лютого 2013. [Архівовано 2013-02-28 у Wayback Machine.]